# شمشیر (فیلم ۲۰۱۵)
شمشیر (به هندی: Talvar) یا مجرم فیلمی محصول سال ۲۰۱۵ و به کارگردانی مغنا گلزار است. در این فیلم بازیگرانی همچون عرفان خان، کونکونا سن شارما، نیراج کابی، تابو ایفای نقش کرده‌اند.